# 劉采春

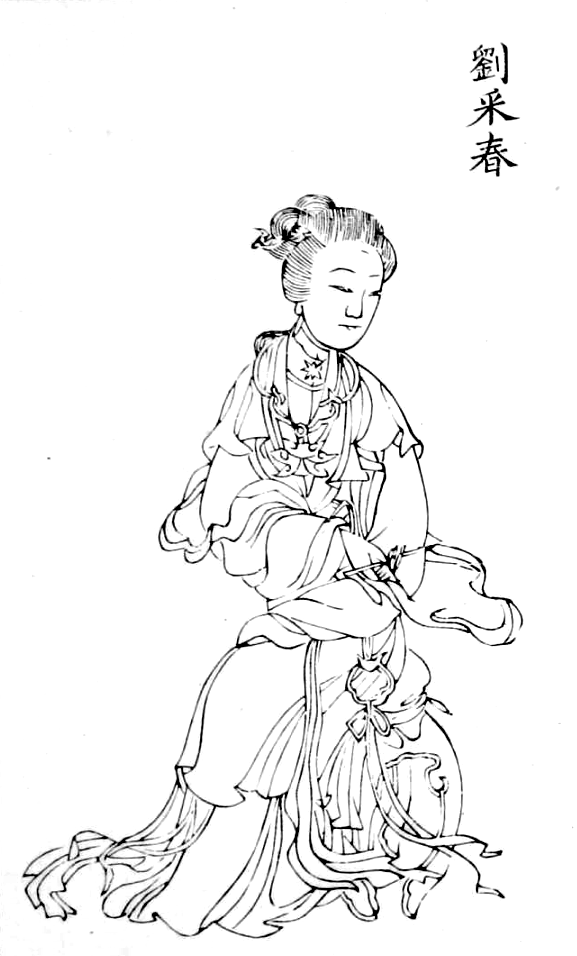
劉采春像，出自《百美新咏图传》

劉采春（？年—？年），越州（今浙江紹興）人，一說是淮甸（今江蘇淮安、淮陰一帶）人，爲伶人周季崇之妻。中唐歌妓，擅長演參軍戲，《全唐詩》錄有其六首《囉嗊曲》。所唱一百二十首，皆當代才子所作，元稹曾贈詩給她。

## 作品
《全唐詩》錄《囉嗊曲》六首，《唐詩别裁集》選三首，其一、其三、其四。
胡應麟《詩藪》中指出六首中的四首非晚唐調，認為《囉嗊曲》作者不是劉采春。

## 女兒
- 周德華，善歌《楊柳枝词》。[5]

## 評價
- 《豔陽詞》：善弄陸參軍，歌聲徹雲，篇韻雖不及濤，容華莫之比也。
- 元稹：

|                | 新妝巧樣畫雙蛾，謾里常州透額羅。正面偷勻光滑笏，緩行輕踏破紋波。 言辭雅措風流足，擧止低回秀媚多。更有惱人腸斷處，選詞能唱《望夫歌》。 |
| ——《贈劉采春》 | |

## 外部連結
- 《百美新詠》
- 御定全唐詩卷八百二 劉采春 - 中國哲學書電子化計劃 （页面存档备份，存于）
- 歷朝名媛詩詞﹕十二卷(清陸昶輯)。劉采春略傳 （页面存档备份，存于）